# Résolution 1546 du Conseil de sécurité des Nations unies
Membres permanents
- Chine
- États-Unis
- France
- Royaume-Uni
- Russie

Membres non permanents
- Algérie
- Allemagne
- Angola
- Bénin
- Brésil
- Chili
- Espagne
- Pakistan
- Philippines
- Roumanie

Résolution no 1545 Résolution no 1547
La résolution 1546 du Conseil de sécurité des Nations unies fut adoptée à l'unanimité le 8 juin 2004. Après avoir réaffirmé les résolutions précédentes sur l'Irak, le Conseil a approuvé la formation du gouvernement intérimaire irakien, s'est félicité de la fin de l'occupation et a déterminé le statut de la force multinationale et ses relations avec le gouvernement irakien.
La résolution était coparrainée par le Royaume-Uni et les États-Unis.

## Résolution

### Observations
Le Conseil de sécurité s'est félicité de la transition vers un gouvernement irakien démocratiquement élu et attend avec impatience la fin de l'occupation le 30 juin 2004, date à laquelle l'autorité sera détenue par le gouvernement intérimaire. Il a réaffirmé le droit du peuple irakien de déterminer son propre avenir politique et de contrôler ses ressources naturelles, ainsi que l'importance du soutien des voisins de l'Irak. Le Conseil des gouverneurs irakien a été dissous et les progrès vers la mise en œuvre des dispositions de la résolution 1511 (de 2003) ont été salués.
Le préambule de la résolution saluait également les engagements démocratiques du gouvernement intérimaire et affirmait l'importance de l'état de droit, du respect des droits de l'homme, de la réconciliation nationale et d'élections libres et régulières. Il a également souligné la nécessité pour toutes les parties de respecter le patrimoine archéologique, historique, culturel et religieux de l'Irak. Le Conseil a rappelé que la Mission des Nations unies pour l’assistance en Irak (MANUI) et la communauté internationale avaient un rôle à jouer dans l’avenir du pays, conformément aux résolutions 1483 (de 2003) et 1511 (de 2003).
En outre, le gouvernement intérimaire a demandé que la force multinationale reste en Irak, la situation continuant de constituer une menace pour la paix et la sécurité internationales.

### Contenu
Agissant en vertu du Chapitre VII de la Charte des Nations unies, le Conseil s'est félicité de la prise de responsabilités et de l'autorité par le gouvernement intérimaire irakien d'ici le 30 juin 2004 et de la fin de l'occupation et de l'Autorité provisoire de la coalition. Il a approuvé un calendrier pour la transition politique, comprenant la convocation d'une conférence nationale et la tenue d'élections au début de 2005 conduisant à la mise en place d'un gouvernement de transition. Le Conseil a appelé une mise en œuvre pacifique de ces mesures. L'Organisation des Nations unies a été invitée à apporter son aide dans les domaines liés à l'élaboration d'une nouvelle constitution, à la coordination de l'aide humanitaire et à la promotion des droits de l'homme et des réformes. Le gouvernement irakien devait également s'employer à améliorer les forces de sécurité.
La résolution autorisait la force multinationale à prendre toutes les mesures pour maintenir la sécurité et la stabilité en Irak et saluait le partenariat de cette force avec le gouvernement irakien. Dans le même temps, le mandat de la force a été prorogé pour une nouvelle période de douze mois et devait prendre fin à la demande de l’Irak. Le Conseil a pris note de l’intention des États-Unis de créer une entité distincte au sein de la force pour protéger la présence des Nations unies dans le pays, et la communauté internationale a été invitée à apporter son aide à la force multinationale et au développement de l’Irak.
Le Conseil de sécurité a condamné tout terrorisme en Irak et réaffirmé les obligations de tous les États au titre des résolutions 1267 (de 1999), 1333 (de 2000), 1373 (de 2001), 1390 (de 2002), 1455 (en) (de 2003) et 1526 (de 2004). L'embargo sur les armes contre l'Irak ne devait s'appliquer ni au gouvernement, ni à la force multinationale, ni aux mandats de l'Agence internationale de l'énergie atomique et de la Commission de contrôle, de vérification et d'inspection des Nations unies.
En outre, les dispositions de la résolution stipulaient que les fonds du Fonds de développement pour l’Irak pouvaient être utilisés à la discrétion du gouvernement irakien lors de la dissolution de l’Autorité provisoire de la coalition de manière transparente. Enfin, le Secrétaire général Kofi Annan a été prié de faire un rapport dans les trois mois sur les opérations de la MANUI en Irak et sur les progrès accomplis en vue d’élections, puis sur une base trimestrielle par la suite. Les États-Unis, agissant au nom de la force multinationale, étaient également tenus de rendre compte des progrès accomplis à des intervalles similaires.